# ولسوالی گرزیوان
ولسوالی گُرزیوان یکی از ۱۴ ولسوالی در ولایت فاریاب، به مرکزیت شهر سرچکان در شمال غربی افغانستان است گرزیوان از ولسوالی‌های درجه دوم ولایت فاریاب بوده، پهناوری آن ۱۸۷۵ کیلومتر مربع است و با ۸۷٬۱۹۰ نفر جمعیت در سال ۱۳۹۹، همتین ولسوالی پر جمعیت ولایت فاریاب می‌باشد گرزیوان تا درسال ۲۰۰۵ یک قریهٔ ولسوالی بلچراغ بود و بعد بنابر مشکلات زیادی راه یک ولسوالی مستقل شد.
ولسوالی گرزیوان از شمال با ولسوالی ولسوالی بلچراغ، از جنوب با ولسوالی کوهستان، از غرب با ولسوالی پشتون‌کوت و از شرق با ولایت سرپل محدود می‌باشد.

## جنگ در افغانستان
در سال ۲۰۱۹، نیروهای عملیات ویژه افغانستان یک حمله مشترک با نیروی هوایی علیه طالبان انجام دادند که در آن ۱۵ شبه نظامی کشته و ۸ تن دیگر زخمی شدند.